# Елтон (Манітоба)
Елтон (англ. Elton) — сільський муніципалітет в Канаді, у провінції Манітоба.

## Населення
За даними перепису 2016 року, сільський муніципалітет нараховував 1273 жителів, показавши зростання на 1,3%, порівняно з 2011-м роком. Середня густина населення становила 2,2 осіб/км².
З офіційних мов обидвома одночасно володіли 55 жителів, тільки англійською — 1 215, а 5 — жодною з них. Усього 130 осіб вважали рідною мовою не одну з офіційних, з них 10 — українську.
Працездатне населення становило 79,6% усього населення, рівень безробіття — 6,4% (6,1% серед чоловіків та 6,8% серед жінок). 74,4% були найманими працівниками, 23,1% — самозайнятими.
Середній дохід на особу становив $60 926 (медіана $41 088), при цьому для чоловіків — $83 607, а для жінок $37 711 (медіани — $50 603 та $33 920 відповідно).
28,2% мешканців мали закінчену шкільну освіту, не мали закінченої шкільної освіти — 17,9%, 54,4% мали післяшкільну освіту, з яких 20,8% мали диплом бакалавра, або вищий.
| Статево-вікова структура населення | Статево-вікова структура населення | Статево-вікова структура населення | Статево-вікова структура населення | Статево-вікова структура населення |
| ---------------------------------- | ---------------------------------- | ---------------------------------- | ---------------------------------- | ---------------------------------- |
|                                    |                                    |                                    |                                    |                                    |
| Всього                             | Всього                             | 52,5%47,5%                         |                                    |                                    |
| 0 — 14 років                       | 0 — 14 років                       |                                    | 20,9%                              | 20,9%                              |
| 15 — 64 років                      | 15 — 64 років                      |                                    | 67,6%                              | 67,6%                              |
| 65 і більше                        | 65 і більше                        |                                    | 11,5%                              | 11,5%                              |
| 85 і більше                        | 85 і більше                        |                                    | 0,4%                               | 0,4%                               |
| Середній вік (років)               | Середній вік (років)               | 38,138,9                           | 38,5                               | 38,5                               |
| Медіана (років)                    | Медіана (років)                    | 39,739,4                           | 39,5                               | 39,5                               |
| — чоловіки — жінки                 |                                    |                                    |                                    |                                    |

| Походження мешканців:     | Походження мешканців:     | Походження мешканців: | Походження мешканців: | Походження мешканців: |
| ------------------------- | ------------------------- | --------------------- | --------------------- | --------------------- |
| Походження                |                           |                       | осіб                  | %                     |
| Корінні американці        | Корінні американці        |                       | 60                    | 5.11%                 |
| Інше північноамериканське | Інше північноамериканське |                       | 365                   | 31.06%                |
| Європейське               | Європейське               |                       | 910                   | 77.45%                |
| британське                | британське                |                       | 620                   | 52.77%                |
| французьке                | французьке                |                       | 80                    | 6.81%                 |
| українське                | українське                |                       | 195                   | 16.6%                 |
| Карибське                 | Карибське                 |                       | 10                    | 0.85%                 |
| Латинськоамериканське     | Латинськоамериканське     |                       | 10                    | 0.85%                 |
| Африканське               | Африканське               |                       | 15                    | 1.28%                 |

| Зайнятість населення за галузями (за класифікацією NOC): | Зайнятість населення за галузями (за класифікацією NOC): | Зайнятість населення за галузями (за класифікацією NOC): | Зайнятість населення за галузями (за класифікацією NOC): | Зайнятість населення за галузями (за класифікацією NOC): |
| -------------------------------------------------------- | -------------------------------------------------------- | -------------------------------------------------------- | -------------------------------------------------------- | -------------------------------------------------------- |
|                                                          |                                                          |                                                          |                                                          |                                                          |
| Управління                                               | Управління                                               |                                                          | 15,8%                                                    | 15,8%                                                    |
| Бізнес, фінанси та адміністрування                       | Бізнес, фінанси та адміністрування                       |                                                          | 13,8%                                                    | 13,8%                                                    |
| Природничі та прикладні науки                            | Природничі та прикладні науки                            |                                                          | 4,6%                                                     | 4,6%                                                     |
| Охорона здоров'я                                         | Охорона здоров'я                                         |                                                          | 6,6%                                                     | 6,6%                                                     |
| Освіта, правозахист, муніципальні та урядові служби      | Освіта, правозахист, муніципальні та урядові служби      |                                                          | 9,9%                                                     | 9,9%                                                     |
| Мистецтво, культура, відпочинок та спорт                 | Мистецтво, культура, відпочинок та спорт                 |                                                          | 2%                                                       | 2%                                                       |
| Роздрібна торгівля та послуги                            | Роздрібна торгівля та послуги                            |                                                          | 19,1%                                                    | 19,1%                                                    |
| Гуртова торгівля, транспорт та обладнання                | Гуртова торгівля, транспорт та обладнання                |                                                          | 19,1%                                                    | 19,1%                                                    |
| Природні ресурси, сільське господарство                  | Природні ресурси, сільське господарство                  |                                                          | 5,9%                                                     | 5,9%                                                     |
| Виробництво                                              | Виробництво                                              |                                                          | 3,9%                                                     | 3,9%                                                     |

## Населені пункти
До складу сільського муніципалітету входить місто Брендон, а також хутори, інші малі населені пункти та розосереджені поселення.

## Клімат
Середня річна температура становить 2,1°C, середня максимальна – 23,1°C, а середня мінімальна – -24,6°C. Середня річна кількість опадів – 467 мм.
| Клімат поселення                              | Клімат поселення | Клімат поселення | Клімат поселення | Клімат поселення | Клімат поселення | Клімат поселення | Клімат поселення | Клімат поселення | Клімат поселення | Клімат поселення | Клімат поселення | Клімат поселення | Клімат поселення |
| Показник                                      | Січ.             | Лют.             | Бер.             | Квіт.            | Трав.            | Черв.            | Лип.             | Серп.            | Вер.             | Жовт.            | Лист.            | Груд.            |                  |
| Середній максимум, °C                         | −10,99           | −6,94            | −0,58            | 9,46             | 17,89            | 23,05            | 22,92            | 22,96            | 17,37            | 10,42            | 0,07             | −8,74            |                  |
| Середня температура, °C                       | −17,79           | −13,73           | −7,37            | 2,66             | 11,11            | 16,28            | 17,82            | 17,85            | 12,25            | 5,32             | −5,03            | −13,87           |                  |
| Середній мінімум, °C                          | −24,57           | −20,51           | −14,17           | −4,14            | 4,32             | 9,49             | 12,70            | 12,74            | 7,15             | 0,19             | −10,14           | −18,97           |                  |
| Норма опадів, мм                              | 20               | 15               | 21               | 29               | 52               | 77               | 75               | 65               | 46               | 28               | 18               | 21               |                  |
| Середньомісячна швидкість вітру, м/с          | 4.00             | 4.00             | 4.10             | 4.40             | 4.50             | 4.00             | 3.50             | 3.60             | 4.00             | 4.30             | 4.10             | 4.00             |                  |
| Середньомісячна сонячна радіація, кДж/м²·день | 4141             | 7536             | 12794            | 17054            | 20091            | 21333            | 21947            | 18650            | 13001            | 7816             | 4200             | 3195             |                  |
| --------------------------------------------- | ---------------- | ---------------- | ---------------- | ---------------- | ---------------- | ---------------- | ---------------- | ---------------- | ---------------- | ---------------- | ---------------- | ---------------- | ---------------- |
| Джерело:                                      |                  |                  |                  |                  |                  |                  |                  |                  |                  |                  |                  |                  |                  |